# Semjon Iwanowitsch Deschnjow

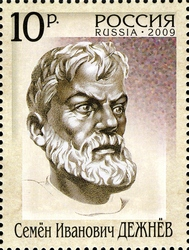
Semjon Iwanowitsch Deschnjow auf einer russischen Briefmarke (2010)

Semjon Iwanowitsch Deschnjow (russisch Семён Иванович Дежнёв, wiss. Transliteration Semën Ivanovič Dežnëv; * um 1605 in Weliki Ustjug; † 1673 in Moskau) war ein russischer Kosak und Entdecker.
Seine erste Expedition nach Ostsibirien unternahm Deschnjow 1645, musste sie aber wegen ungünstiger Wetterverhältnisse abbrechen. Erst 1648 umsegelte er gemeinsam mit Fedot Alexejewitsch Popow und Gerassim Ankudinow die Tschuktschen-Halbinsel und entdeckte das später nach ihm benannte Ostkap Asiens sowie das Beringmeer. Mit seiner Fahrt durch die Beringstraße widerlegte er die Auffassung, dass zwischen Amerika und Asien eine Landverbindung besteht; sein Bericht wurde allerdings erst 1736 bekannt: Der deutsch-russische  Historiker Gerhard Friedrich Müller entdeckte den von Deschnjow verfassten Reisebericht in den Archiven der Stadt Jakutsk. Der damalige Gouverneur hatte den Bericht nicht weitergeleitet. Deschnjow hatte also 80 Jahre vor Vitus Bering und 130 Jahre vor James Cook die Meerenge zwischen Alaska und Sibirien nachgewiesen.